# Lycaena decolorata
Lycaena decolorata är en fjärilsart som beskrevs av Beuret 1954. Lycaena decolorata ingår i släktet Lycaena och familjen juvelvingar. Inga underarter finns listade i Catalogue of Life.